# Vileavce, Peremîșleanî
Vileavce (în ucraineană Вілявче) este un sat în comuna Strilkî din raionul Peremîșleanî, regiunea Liov, Ucraina.

## Demografie
Componența lingvistică a localității Vileavce
     Ucraineană (100%)
Conform recensământului din 2001, toată populația localității Vileavce era vorbitoare de ucraineană (100%).